# Fortezza di Chotyn
La fortezza di Chotyn (ucraino Хотинська фортеця, polacco Twierdza w Chocimiu, turco Hotin Kalesi, rumeno Cetatea Hotinului) è ubicata sulle rive del fiume Nistro, presso la città di Chotyn, nell'ovest dell'Ucraina.
La struttura in pietra attuale è stata realizzata a partire dal 1325 su una precedente fondazione costruita dai genovesi nella seconda metà del Duecento, con una serrata serie di ampliamenti e ammodernamenti tra il 1380 ed il 1460.
La fortezza è una delle attrazioni turistiche più importanti dell'Ucraina: è un bene architettonico nazionale protetto dal 2000 e una delle Sette meraviglie dell'Ucraina dal 2007.

## Storia
Nel XV secolo, la fortezza venne massicciamente ristrutturata per ordine del voivoda (principe) di Moldavia Alexandru cel Bun ("Alessandro il Buono"). Le tracce di questa ristrutturazione si concretizzano nella presenza di nuove e numerose caratteristiche architettoniche di area baltica, quasi certamente dovute ai lavoratori lituani forniti ad Alexandru dal suo alleato, il granduca di Lituania Vitoldo. Conquistata dai polacchi nel 1433, la fortezza tornò in mano moldava sotto il principe Ștefan III cel Mare ("Stefano il Grande"), che la fece poi ampliare fino a renderla la più possente cittadella moldava del XVI secolo.
Conquistata dai turchi, a partire dal XVII secolo la fortezza fu allargata dagli architetti militari del sultano con un'ulteriore cinta di mura esterna, tecnica che gli Ottomani utilizzarono anche in altre fortezze della zona, come quella di Bender.
Dopo l'annessione della Moldavia all'Impero russo (1812) la fortezza cadde parzialmente in rovina, soprattutto per la parte della cinta muraria esterna. Oggi è in fase di restauro.

## Galleria d'immagini

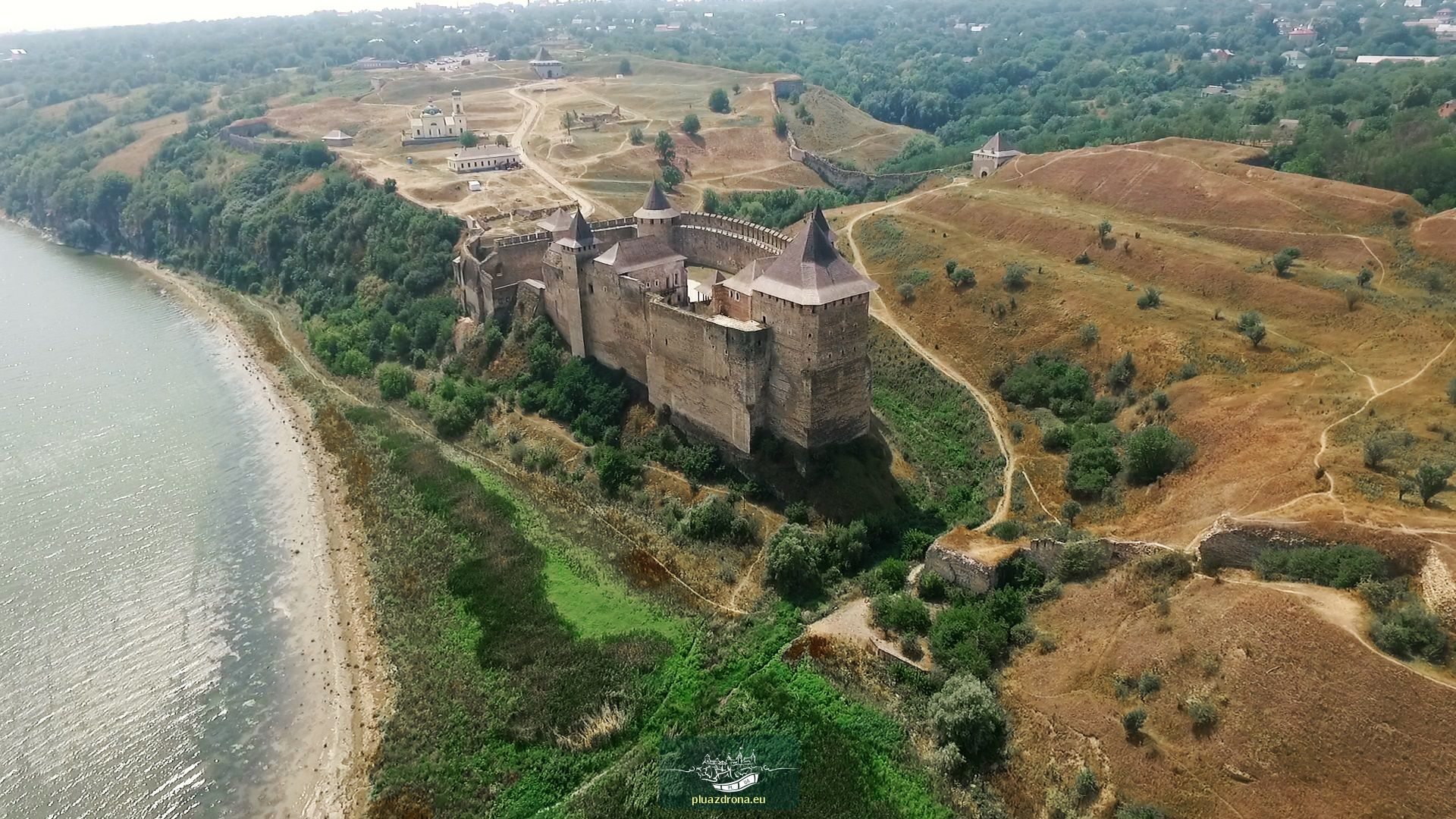
Castello di Chotyn
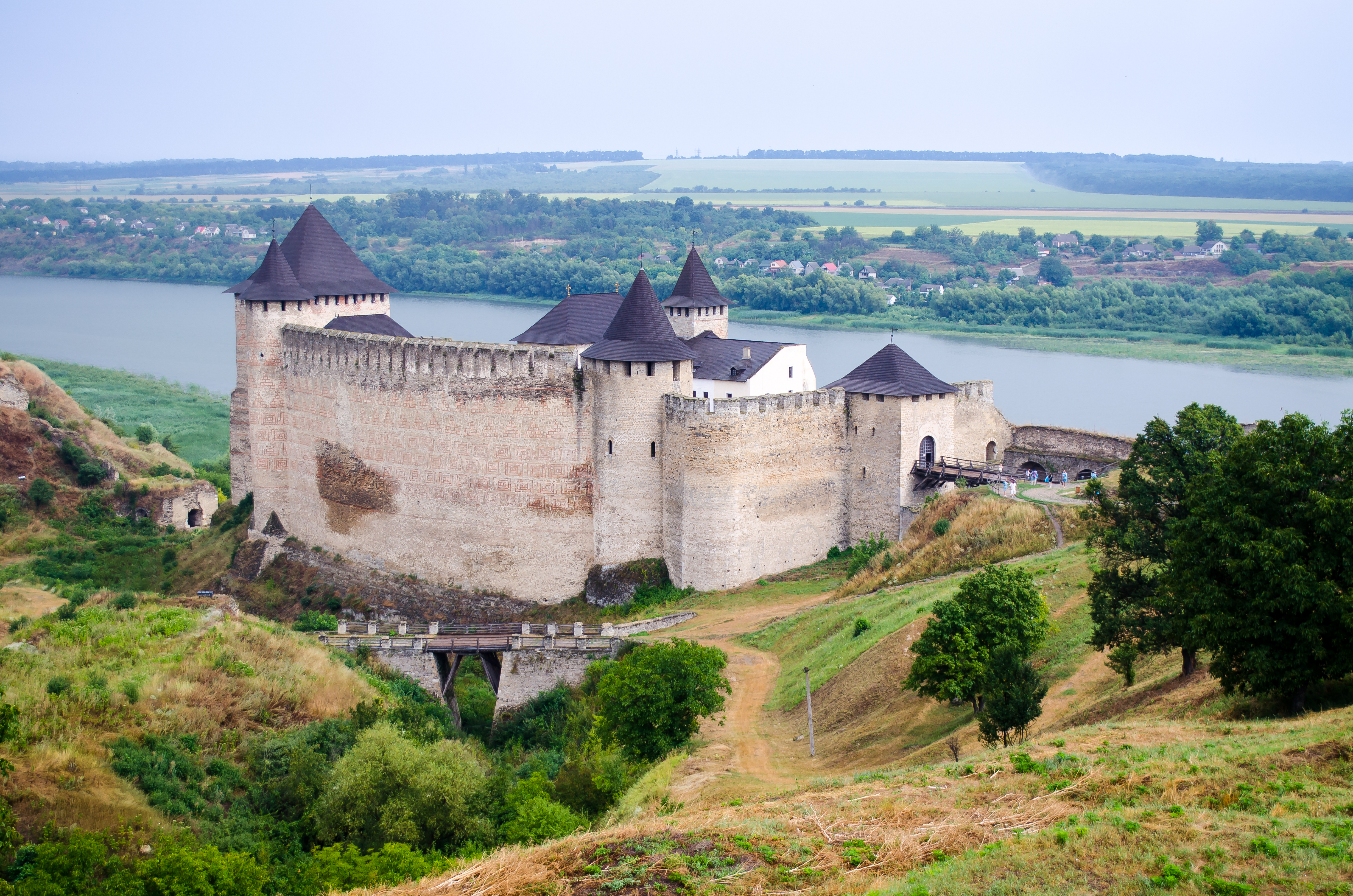
Altro scorcio della fortezza di Chotyn